# Amourah
Amourah (em árabe: عمورة) é uma cidade e comuna localizada na província de Djelfa, Argélia. Segundo o censo de 2008, a população total da cidade era de 7 744 habitantes.